# Muselmann (KZ)

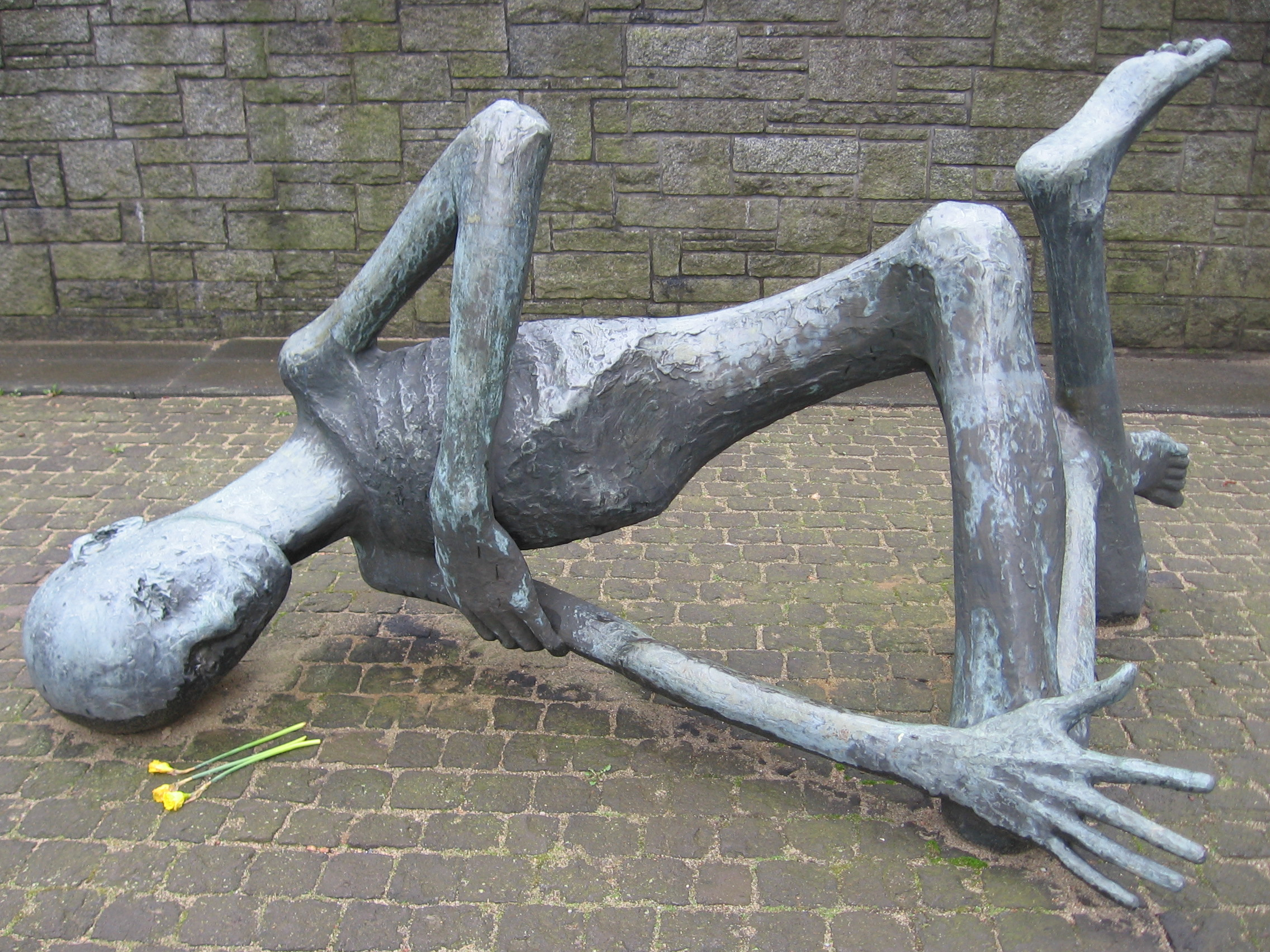
Skulptur Der sterbende Häftling in der Gedenkstätte des KZ Neuengamme (2006)

Muselmann (auch: Muselman, Plural Muselmänner, polnisch Muzułman) wurden in den nationalsozialistischen Konzentrationslagern jene Häftlinge genannt, die durch völlige Unterernährung bis auf die Knochen abgemagert waren und hungerbedingt bereits charakteristische Verhaltensänderungen bis hin zur Agonie zeigten.

## Erscheinungsbild

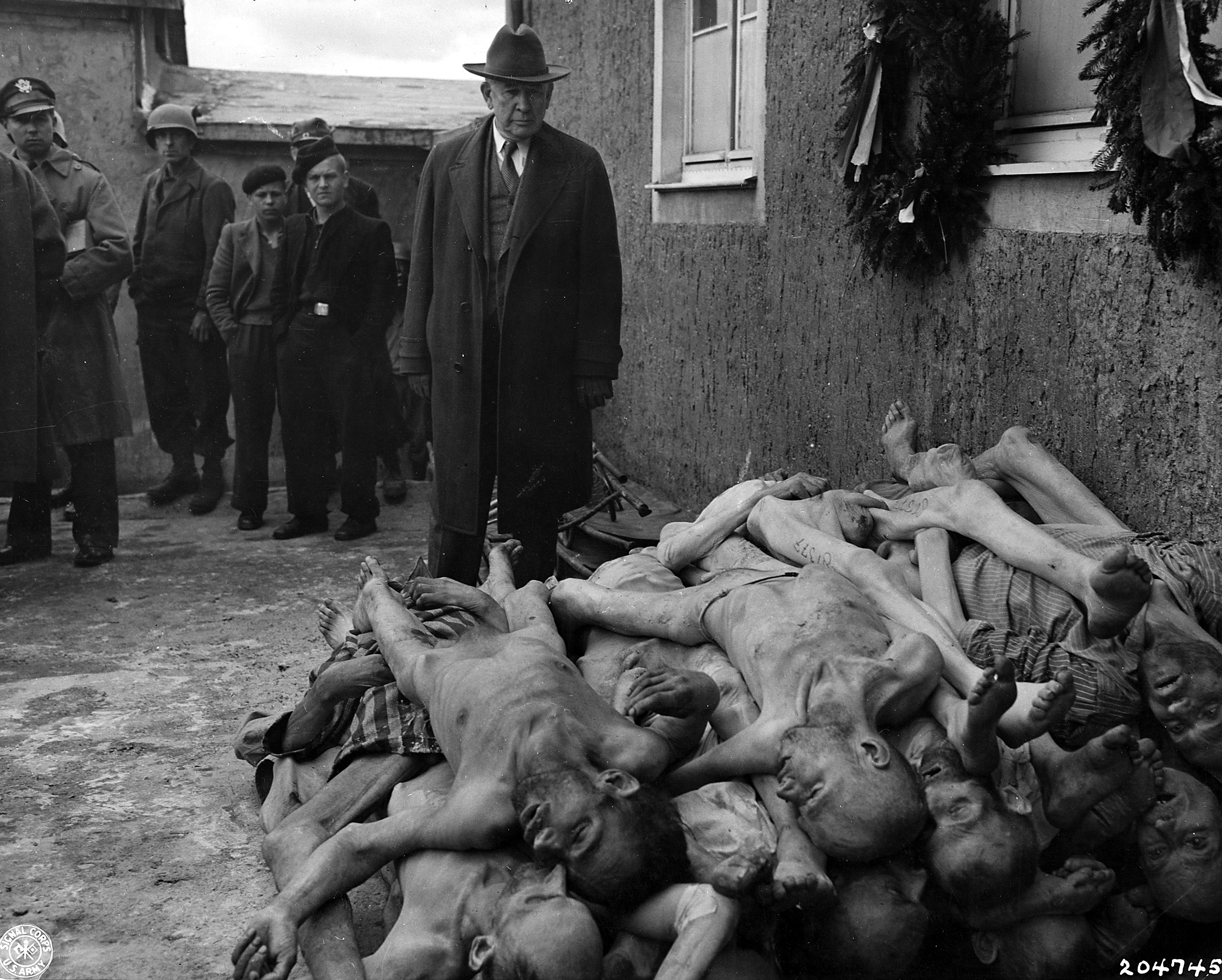
Verstorbene, unterernährte Häftlinge, KZ Buchenwald (April 1945)

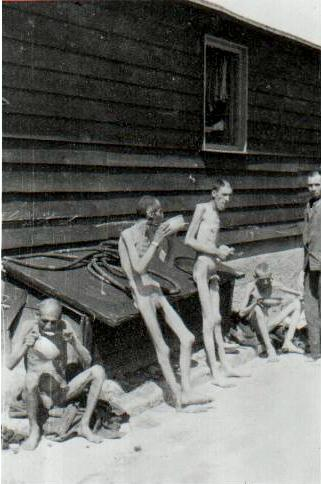
Überlebende im KZ Gusen (Juni 1945)

Menschen, die sich im letzten Stadium des Hungertodes befanden, hießen in den Konzentrations- und Vernichtungslagern „Muselmänner“. Sie waren gekennzeichnet durch Folgen des Hungers: Haut und Gerippe, angeschwollene Beine und aufgeblähte Bäuche. Ihr einziger Instinkt war der Selbsterhaltungstrieb und die Suche nach Nahrung, beispielsweise Kartoffelschalen aus Abfallbehältern. Der SS galten sie durch dieses Verhalten als Beispiel für „Untermenschen“, sie nahmen sie nicht ins Krankenrevier auf. Kapos gingen brutal mit ihnen um. Auch Häftlinge stießen sie teilweise aus den Wohnbaracken hinaus, da sie in Apathie und Agonie des Hungertodes gefallen waren und Angst bei anderen Haftinsassen auslösten, „ebenso zu enden“.
Abgesehen vom Kriegsende, als die Alliierten die Lager befreiten, hatte ein Mensch, der das Stadium eines „Muselmanns“ erreicht hatte, praktisch keine Chance zu überleben. Wenn er nicht an Entkräftung, Hunger oder Krankheit starb, „selektierte“ ihn die SS zur Tötung.

## Herkunft des Wortes
Es ist historisch zwar nicht eindeutig geklärt, woher der Ausdruck stammt, mittlerweile hat die Forschung aber Hinweise auf eine mögliche Herkunft ermittelt.
Der ehemalige Häftling Viktor Frankl berichtet in seinen Erinnerungen, dass Lagerinsassen diesen Ausdruck selbst füreinander verwendeten. Er stellt dies in den Zusammenhang mit dem System der Funktionshäftlinge und leitet diese Phänomene von der allgemeinen Barbarisierung des Menschen unter den Bedingungen von Lagerhaft, Zwangsarbeit und Unterernährung her.
Ausgehend davon, dass „Muselmann“ eine – allerdings schon in der Zeit des Nationalsozialismus veraltete – Bezeichnung für Muslime ist, wurden Erklärungen für die Bezeichnung zunächst in orientalistischen Assoziationen wie muslimischen Gebetshaltungen oder turbanartig um den Kopf geschlungenen Lumpen gesucht. Damit in Verbindung steht die Annahme, die Bezeichnung sei auf (islamischen) Fatalismus zu beziehen. So nennt Eugen Kogon die „Muselmänner“ „Leute von bedingungslosem Fatalismus“.
Wahrscheinlich ist, dass die Bezeichnung auch deshalb in die Lagersprache übernommen wurde, weil „Muselmann“ in der deutschen Umgangssprache vielerorts nicht mehr (nur) einen Muslim, sondern einen kranken, schwachen oder alten Menschen bezeichnete. Der Gebrauch der Bezeichnung in dieser Bedeutung wurde wohl nicht zuletzt durch den weithin bekannten, von Carl Gottlieb Hering komponierten Kaffee-Kanon befördert:
C-A-F-F-E-E

Trink nicht so viel Caffee,

Nicht für Kinder ist der Türkentrank,

Schwächt die Nerven,

Macht dich blass und krank,

Sei doch kein Muselmann,

Der ihn nicht lassen kann.
Möglicherweise ist die Bezeichnung auch durch dieses Lied in die Lagersprache gelangt, das die beiden Bedeutungen „Muslim“ und „schwacher/kranker Mensch“ verbindet. So berichtet beispielsweise die Überlebende Renata Yesner in ihrer Autobiografie: „‚Sei kein Muselmann!‘ Dieses Wort hielt sich eisern in den Gesprächen“. Die Bezeichnung könnte dabei sowohl durch deutsche KZ-Aufseher als auch durch Häftlinge in die Lager eingeführt worden sein.
Laut Herman beschreibt Primo Levi in seinem Werk I sommersi e i salvati (1958) einen Muselmann als einen Menschen, der in einem Tiefpunkt der Erniedrigung und in einer absolut passiven Haltung angelangt ist. Hier wird allerdings laut Herman auf eine Phase hingewiesen, in der ein aktiver Entschluss einen vor diesem Zustand bewahren kann.
Eine philosophische Untersuchung erfahren Phänomen und Begriff „Muselmann“ bei Giorgio Agamben und Gil Anidjar.

## Konzentrationslager Auschwitz
Der Häftling Witold Pilecki schilderte in seinem Bericht, den er im Sommer 1945 verfasste, Folgendes:
Im Frühjahr 1941 verbreitete sich unter den Lagerinsassen die Bezeichnung Muselmann. So nannten die deutschen Aufseher einen Häftling, der so ausgezehrt und abgestumpft war, dass er kaum noch gehen konnte – und das Wort hielt sich. Wie es in einem Lagerlied hieß: Muselmänner „… sie flattern im Wind …“. Muselmann zu sein, hieß, dass man sich auf der Grenzlinie zwischen Leben und … Krematorium befand. Es war sehr schwierig für jemanden, mit dem es so weit gekommen war, wieder zu Kräften zu kommen. Gewöhnlich endete man dann im sogenannten Schonungsblock (Block 14 nach der alten und 19 nach der neuen Nummerierung). Dort gewährte die Lagerleitung mehreren Hundert solcher bedauernswerten Gestalten die Gnade, den ganzen Tag lang bewegungslos in den Gängen stehen zu dürfen; aber schon dieses Herumstehen brachte die Menschen um.

Nach Hermann Langbein dürfte der Ausdruck „Muselmann“ in Auschwitz in die Lagersprache eingegangen sein. Er war ab dem 1. Mai 1941 Schreiber im Häftlingskrankenbau Dachau gewesen und wurde im August 1942 in das KL Auschwitz überstellt. Er berichtet Folgendes:
Die zerstörten Menschen wurden in Auschwitz Muselmänner genannt. Der Ausdruck wurde später auch in anderen Lagern gebraucht. Bevor ich nach Auschwitz kam, hatte ich ihn in Dachau nicht kennengelernt. Dort sagte man zu den Heruntergekommenen in bayerischer Mundart Kretiner.